# Arnulf von Metz

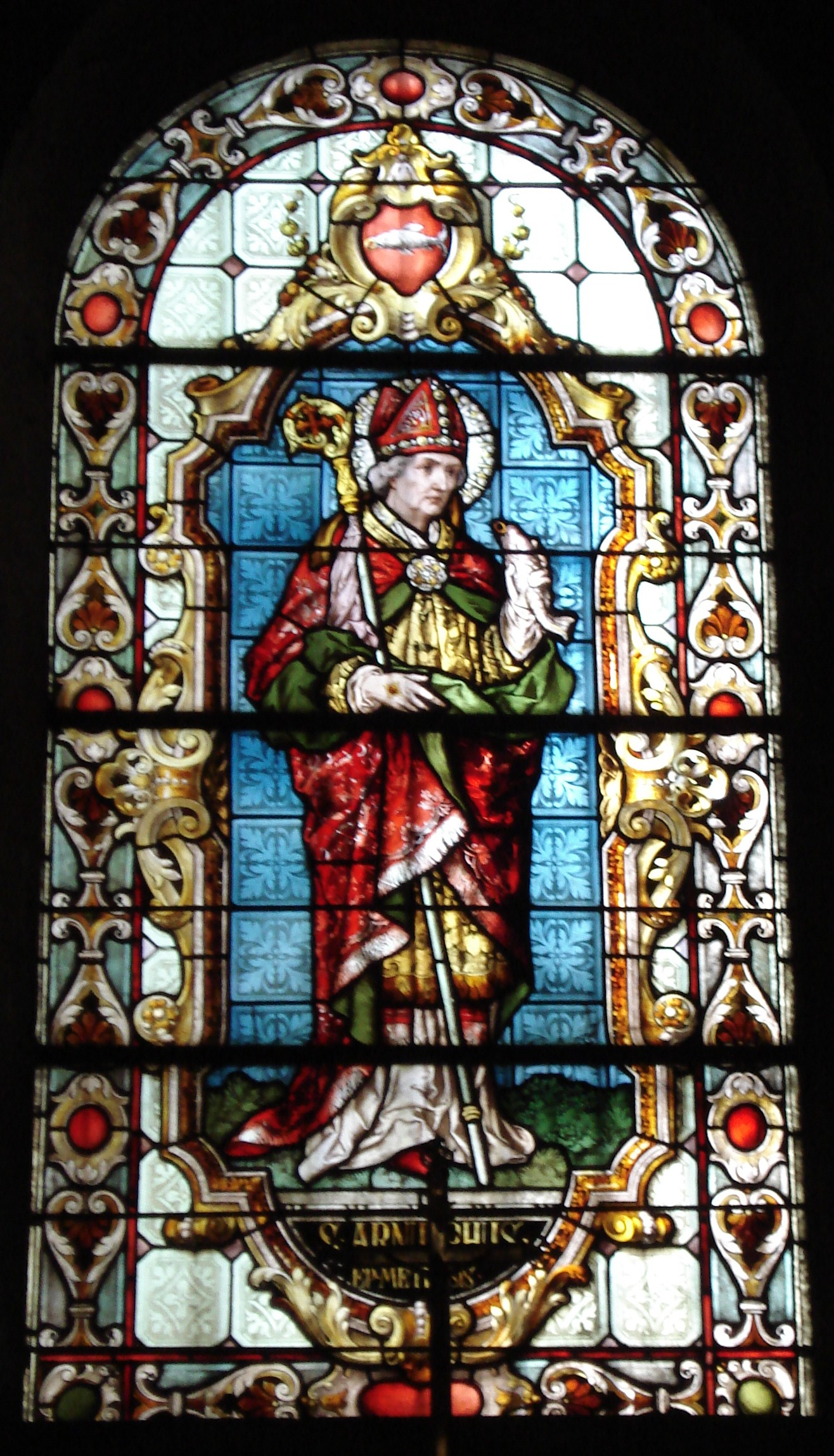
St. Arnulf, Kapelle Sainte-Glossinde in Metz.

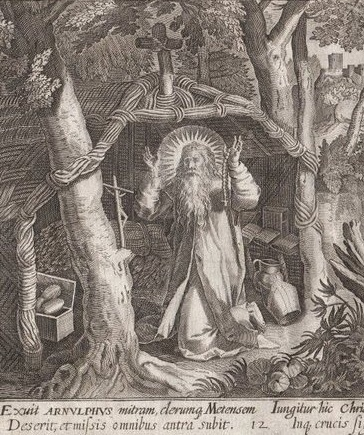
St. Arnulf nach der Entsagung von seinen Ämtern, um 1680

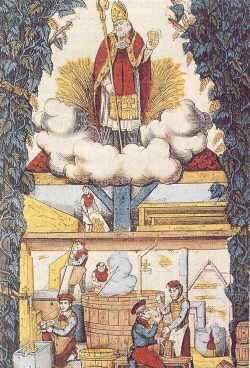
St. Arnulf als Patron der Bierbrauer

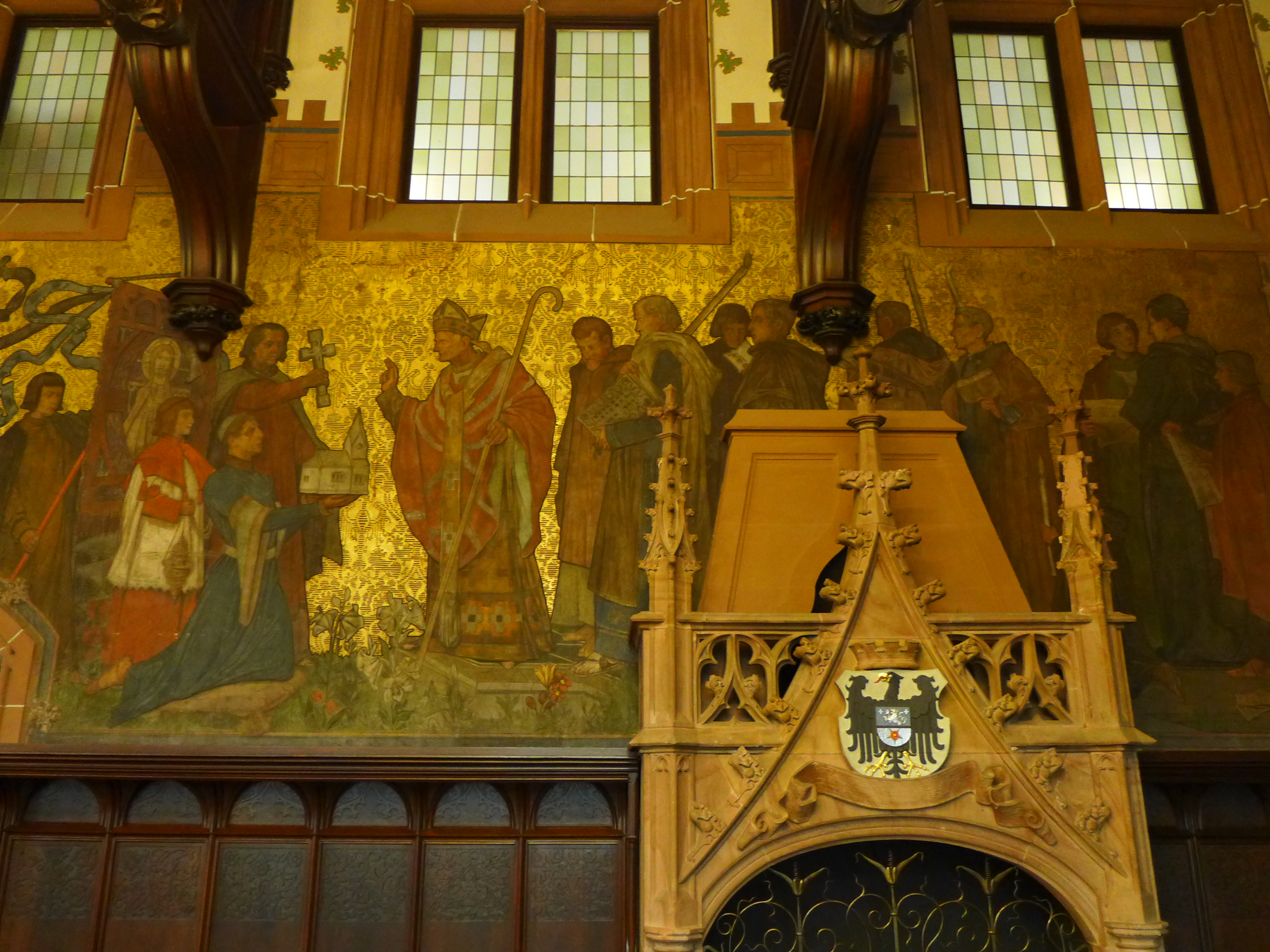
Rathaus St. Johann, Gemälde von Wilhelm Wrage im Rathausfestsaal: Der heilige Arnulf von Metz weiht die erste Kapelle von St. Johann

Arnulf von Metz, französisch Arnoul de Metz, auch Saint Arnould, Arnoulf (* 13. August 582? in Lay-Saint-Christophe bei Nancy; † 18. Juli wohl 640 bei Remiremont) war Stammvater und Hausheiliger der Karolinger. Von 614 bis 629 war er Bischof von Metz.

## Leben
Über Arnulfs Vorfahren einschließlich seiner Eltern ist nichts bekannt (siehe auch: Falsche Merowinger). Er erreichte bei Theudebert II. von Austrasien eine hohe Stellung. 612 wurde Arnulf von Metz zum Priester geweiht, nachdem seine Frau Doda in ein Kloster eingetreten war. 614 wurde er zum Bischof von Metz erhoben, behielt aber seine politischen Ämter bei.
Zusammen mit Pippin d. Ä. legte er 613 den Grundstein für den Aufstieg der späteren Karolinger, indem er den neustrischen König Chlothar II. gegen die in Austrasien und Burgund herrschende Witwe König Sigiberts I., Brunichild, zu Hilfe rief. Nach ihrem Sturz herrschte Chlothar fortan im ganzen Frankenreich, musste aber im Edictum Chlotharii die Machtpositionen des austrasischen Adels anerkennen.
Arnulf machte sich fortan als Berater am Hofe Chlothars unentbehrlich. Als im Jahr 623 Chlothars fünfzehnjähriger Sohn Dagobert I. zum Unterkönig in Austrasien ernannt wurde, übernahm Arnulf die einflussreiche Position seines Erziehers. Nachdem jedoch er und Pippin ihren Einfluss weitgehend einbüßten, als Dagobert 629 nach Neustrien zog, um die Herrschaft im gesamten Frankenreich anzutreten, legte er sein Bischofsamt nieder und zog sich in die Abtei Remiremont in den Vogesen zurück, wo er Aussätzige pflegte und vermutlich 640 auch gestorben ist. Er wurde zunächst an seinem Sterbeort begraben, später aber in die Kirche Abtei St. Arnulf in Metz umgebettet.
Die Kirche St. Arnulf in Nickenich ist ihm gewidmet.

## Nachkommen
Arnulf von Metz hatte aus seiner Ehe zwei Söhne:
- Chlodulf, der  um 660 ebenfalls Bischof von Metz wurde
- Ansegisel, der 662 belegt ist, vor 679 erschlagen wurde. Er heiratete Begga, die Tochter Pippins und legte mit dieser Ehe den Grundstein für den Aufstieg der Karolinger.

## Legenden
Arnulf von Metz wird in der katholischen Kirche als Heiliger verehrt. Er ist Schutzpatron der Bierbrauer und Müller, um den sich viele Legenden ranken. An ihn wendet man sich, wenn man etwas verloren hat. Sein Gedenktag ist der 18. Juli.

### Seine Wahl zum Bischof

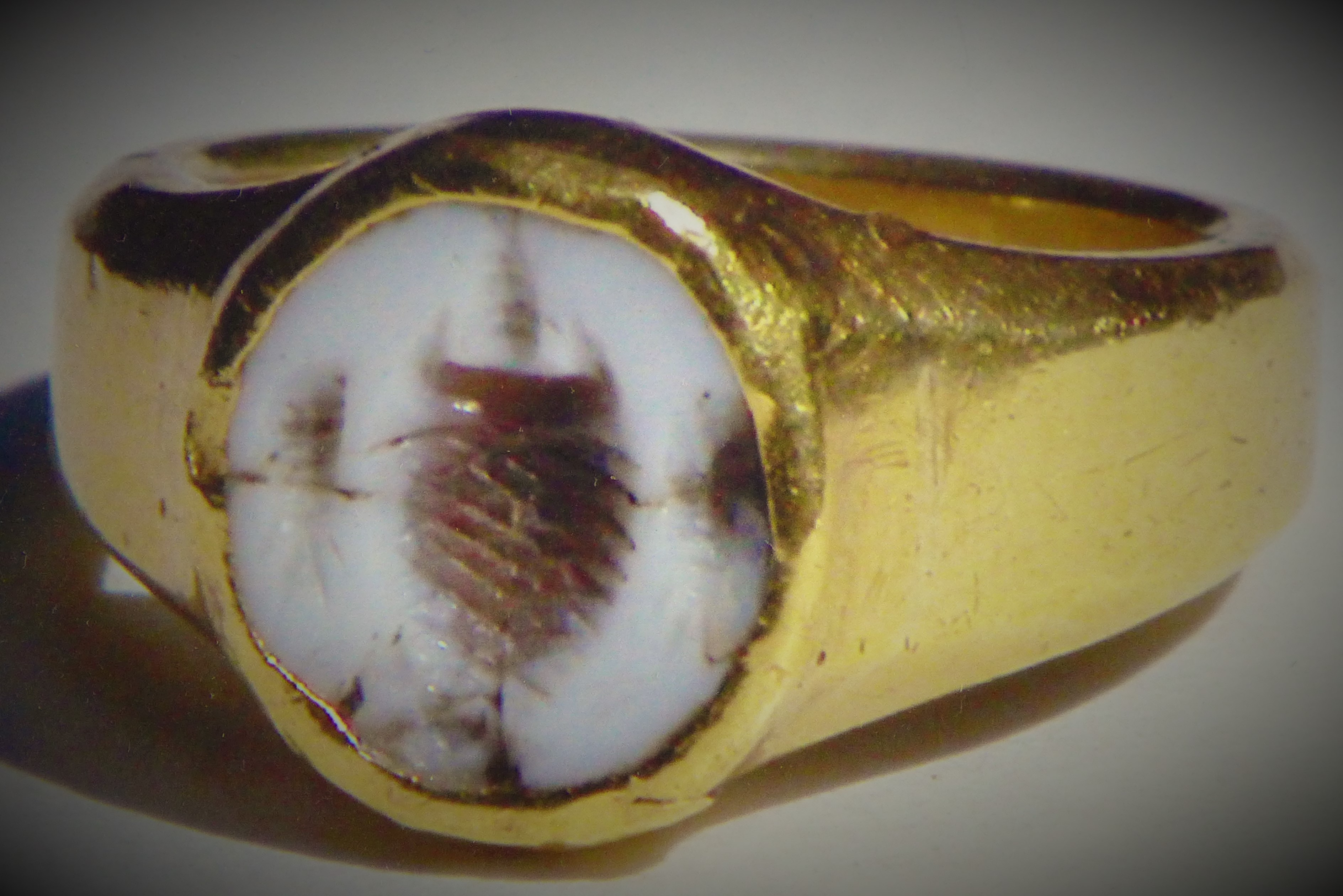
Der goldene Ring des heiligen Bischofs Arnulf im Metzer Domschatz

Arnulf fühlte sich nach dem Eintritt seiner Frau Doda ins Kloster wie auch bei seiner eigenen Priesterweihe bei weitem nicht würdig, das Bischofsamt in Metz anzunehmen, nachdem er gewählt worden war. Ein einfaches Leben als Mönch wäre ihm lieber gewesen, berichtet die Lebensbeschreibung. Um sich sicher zu sein, dass Gott es war, der ihn in dieses Amt berufen habe, warf er seinen Bischofsring in die Mosel und betete, Gott möge ihm den Ring wieder schenken, wenn Arnulf die Gnade Gottes wieder zuteilgeworden sei. 
Einige Jahre später, als Arnulf bereits Bischof war, brachte ein Fischer dem Koch des Metzer Bischofs einen Fisch. Als der Koch den Fisch zur Zubereitung aufschnitt, kam der Bischofsring erneut zum Vorschein, den Arnulf zuvor in die Mosel geworfen hatte. Nachdem der Koch dem Bischof dessen Ring übergeben hatte, deutete Arnulf dies als Zeichen Gottes, dass seine Sünden ihm vergeben seien und führte das Bischofsamt in Metz weiter fort. Hintergrund der Angst des Bischofs war, dass er während seiner Zeit als Politiker, als er noch nicht Bischof von Metz war, zahlreiche Verstöße gegen die christliche Ethik begangen hatte. So wird ihm eine Mitschuld am grausamen Ende der austrasischen Königin Brunichild zugeschrieben. Der goldene Arnulfsring ist aktuell in der Metzer Domschatzkammer ausgestellt. Der Ring aus schwerem Gold stammt vermutlich aus dem siebten Jahrhundert, der Stein dürfte im fünften Jahrhundert geschliffen worden sein.

### Das Bierwunder zu Lebzeiten
Der Überlieferung zufolge litt in der Zeit Arnulfs als Bischof die Region Metz unter den Folgen verschmutzten Wassers. Arnulf erkannte, dass abgekochtes Wasser, wie es beim Brauvorgang verwendet wird, dieses Risiko verringerte. So erzählt die Legende, er habe ein Kruzifix in einen Bierkessel geworfen und denselben gesegnet. Die Menschen tranken Bier nur noch aus diesem gesegneten Kessel und die Krankheitswelle ging zurück. Der Ausspruch beim Verteilen des so gesegneten Bieres soll gewesen sein: „Durch des Menschen Arbeit und die Liebe Gottes erblickt Bier das Angesicht der Welt.“

### Der heilige Arnulf in St. Arnual

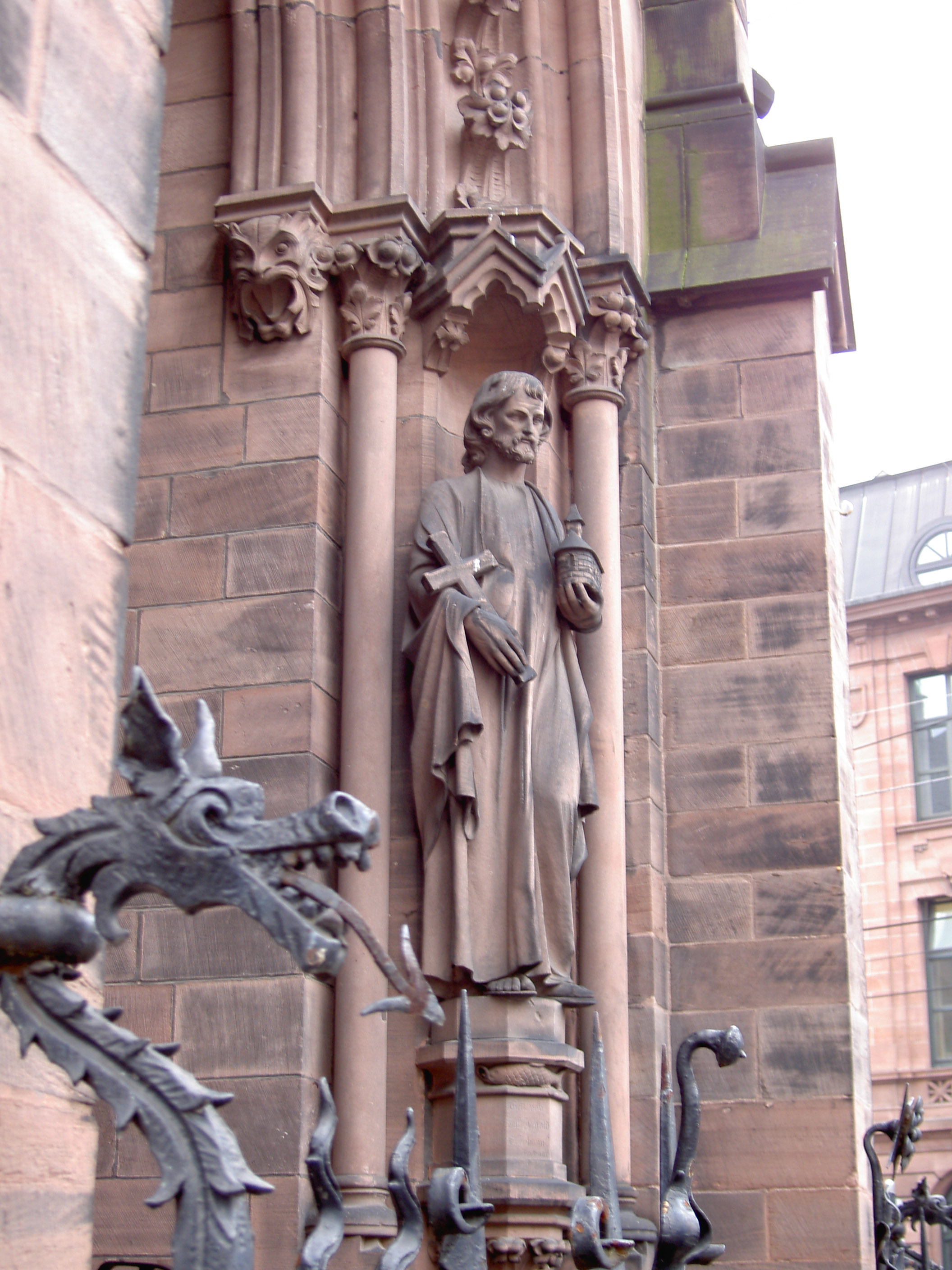
Figur des Arnulf von Metz am Portal der evangelischen Johanneskirche in St. Johann a.d. Saar

Laut einer Legende habe Arnulf im Jahr 629 seinem Bischofsamt entsagt und sich in die Heidenkapelle (ehemaliges Mithräum) am Halberg zurückgezogen, wo bereits sein angeblicher Vater, der heilige Arnual, als Einsiedler gelebt habe. Von dort aus habe er die Errichtung der Johannes dem Täufer gewidmeten Kapelle (Ort der Basilika St. Johann) im Fischerdorf St. Johann initiiert. Vom Titelheiligen dieser Kapelle hat dann das Fischerdorf den Ortsnamen St. Johann übernommen.

### Das Bierwunder bei der Übertragung seiner Gebeine
Nach seinem Tod wollte sein Nachfolger im Bischofsamt Goericus die Gebeine aus dem Kloster Remiremont zurück nach Metz holen. Die Heiligenbeschreibung erzählt, dass es zu einem bedeutenden Wunder kam. Als nämlich die feierliche Prozession bei sommerlicher Hitze, dem 18. Juli, durch die Straßen zog, musste die Prozession im Dörfchen Champignuelles stoppen, da die Hitze und die Last der Gebeine nicht mehr erträglich waren. Als die Menschen in den einzigen Gasthof kamen, gab es dort nur noch einen Humpen Bier für alle, 5000 Männer, Frauen und Kinder nicht mitgerechnet. So teilten alle diesen Humpen, jeder trank und hoffte auf die Fürbitte des bereits als Heiligen verehrten Bischofs Arnulf. Das Wunder geschah: alle tranken und niemals wurde dieser Humpen Bier trocken.